# Czekołdy
Czekołdy [t͡ʂɛˈkɔu̯dɨ] est un village polonais de la gmina de Mońki dans le powiat de Mońki et dans la voïvodie de Podlachie. Il se situe à environ 4 kilomètres au sud de Mońki et à 38 kilomètres au nord-ouest de Bialystok. 